# دومينيك كابريرا
دومينيك كابريرا (بالفرنسية: Dominique Cabrera) هي كاتبة سيناريو ومخرجة وممثلة فرنسية، ولدت في 21 ديسمبر 1957 بمدينة غليزان الجزائر.

## وصلات خارجية
- دومينيك كابريرا على موقع IMDb (الإنجليزية)
- دومينيك كابريرا على موقع ألو سيني (الفرنسية)
- دومينيك كابريرا على موقع أول موفي (الإنجليزية)
- دومينيك كابريرا على موقع قاعدة بيانات الأفلام السويدية (السويدية)
- دومينيك كابريرا على موقع قاعدة بيانات الفيلم (الإنجليزية)
- دومينيك كابريرا على موقع كينوبويسك (الروسية)